# Diengplateau

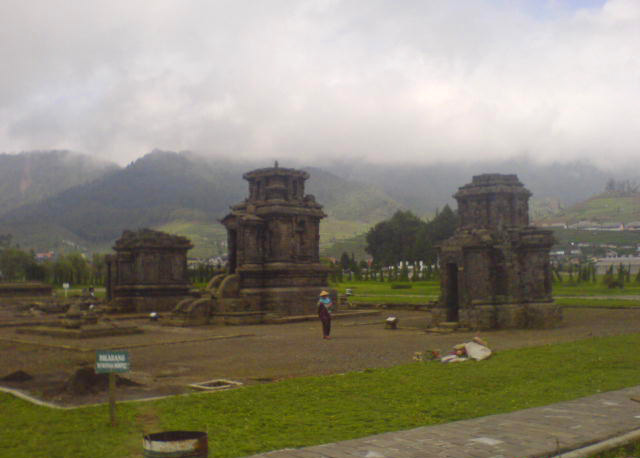
Dieng tempelcomplex

Het Diengplateau of Diëng is een moerassig plateau binnen een caldera van het Dieng-vulkaancomplex op Midden-Java in Indonesië. Het plateau ligt gemiddeld op 2.300 meter hoogte. Op dit plateau bevinden zich acht Hindoeïstische tempels.